# Xenoy
Xenoy è una miscela di materie plastiche con molte proprietà industriali. È in genere composto da poliestere (polibutilene tereftalato PBT o polietilentereftalato PET) e policarbonato (PC): è spesso etichettato come PBT + PC o PET + PC.
Le resine Xenoy possono essere create con plastica PBT riciclata, consumando meno energia e riducendo l'anidride carbonica nella loro produzione rispetto alle resine tradizionali.
L'applicazione principale di questo materiale la si ha in campo motoristico, dove viene impiegato come materiale plastico "nobile" risultante leggero e al contempo resistente agli urti.